# Neophisis sarasini
Neophisis sarasini är en insektsart som först beskrevs av Heinrich Hugo Karny 1931.  Neophisis sarasini ingår i släktet Neophisis och familjen vårtbitare. Inga underarter finns listade i Catalogue of Life.